# Michael Allmand
Michael Allmand, angleški častnik, * 22. avgust 1923, † 24. junij 1944.
Leta 1944 je prejel Viktorijin križec, britansko najvišje in najbolj prestižno odlikovanje za pogum pred sovražnikom, ki ga je izkazal med operacijo Četrtek burmanske kampanje druge svetovne vojne.

## Življenje
Rodil se je v Londonu Arthurju Johnu in Margueriti Marie Allmand 22. avgusta 1923. Izobrazbo je prejel na Kolidžu Ampleforth, rimokatoliški šoli v Severnem Yorkshiru (Anglija), predenj je bil leta 1941 sprejel na Univerzo v Oxfordu, kjer je do konca leta 1942 študiral zgodovino. Takrat se je pridružil britanski Indijski kopenski vojski in postal častnik v Indijskem oklepnem korpusu; dodeljen je bil 6. polku lastnih strelcev vojvode Connaughta.
Kmalu po padcu Singapurja je bil Allmand poslan v Indijo, kjer se je prostovoljno pridružil činditom med operacijo Četrtek; dodeljen je bil 3. bataljonu 6. polku gurških strelcev. Dva meseca pred 21. rojstnim dnevom se je kot vršilec dolžnosti stotnika odlikoval in posledično padel v boju z Japonci, zaradi česar je prejel Viktorijin križec.
Utemeljitev, ki je bila objavljena v London Gazette, se glasi:
Stotnik Allmand je poveljeval vodilnemu vodu čete 6. polka gurških strelcev v Burmi 11. junija 1944, ko je bataljon dobil ukaz, da napade cestni most Pin Hmi. Sovražnik je uspel zadržati naše napredovanje na tej točki za štiriindvajset ur. Dohod do mostu je bil zelo ozek, saj je bila cesta obkrožena z nizkoležečo planoto, ki je bila zamočvirjena ali gosto zaraščena z džunglo. Japonci, ki so bili vkopani vzdolž ceste in v džungli z mitraljezi in drugim orožjem, so se krčevito borili. Ko se je vod približal mostu na okoli 20 jardov, je sovražnik odprl močan in natančen ogenj, prizadel hude izgube in prisilil može v zaklone. Stotnik Allmand, pa je vseeno z največjim pogumom sam jurišal, metal granate na sovražnikove strelske položaje in lastnoročno ubil tri Japonce s svojim kukrijem.
Opogumljeni z zgledom svojega poveljnika voda so mu preživeli možje sledili in zajeli svoj cilj. Dva dni pozneje je stotnik Allmand, zaradi izgub med častniki, prevzel poveljstvo čete in med trideset jardnim tekom preko visoke trave in močvirne zemlje pod ognjem mitraljezev lastnoročno ubil več sovražnikovih mitraljezcev in uspešno povedel svoje može na greben, katerega so morali zasesti. Ponovno 23. junija, med zadnjim napadom na železniški most pri Mogaungu, je stotnik Allmand, kljub temu, da je trpel za infekcijo stopal in je težko hodil, sam šel preko globokega blata in granatnih jam ter jurišal japonsko mitralješko gnezdo, a je bil pri tem smrtno ranjen in je umrl nedolgo zatem.

Čudovit pogum, odlično vodstvo in herojstvo tega zelo pogumnega častnika so sijajen primer celotnemu bataljonu in v skladu z najvišjimi tradicijami njegovega polka.
Almmand je naslednji dan umrl za posledicami prejetih ran in je tako prejel Viktorijin križec posmrtno. Odlikovanje je 17. julija 1945 v Buckinghamski palači izročil njegovi družini kralj Jurij VI. Britanski, pri čemer je bila podelitev objavljena 26. oktobra 1944 v London Gazette. Medalja je do leta 1991 ostala v lasti družine, nakar pa je bila podarjena Polkovnemu skladu v Hong Koncu Leta 2003 pa je bila podarjena Muzeju Gurk (Wincheste, Hampshire).
Pokopan je na Taukjanskem vojnem pokopališču v Burmi.
V njegovo čast so v njegovi domači cerkvi sv. Edvarda Spovednika postavili spominsko okno.

## Odlikovanja
- Viktorijin križec
- Zvezda 1939-1945
- Burmanska zvezda
- Vojna medalja 1939–1945[8]